# Grand Prix Německa 1967
Grand Prix Německa 1967 (oficiálně XXIX Großer Preis von Deutschland) se jela na okruhu Nürburgring v Nürburgu v Německu dne 6. srpna 1967. Závod byl sedmým v pořadí v sezóně 1967 šampionátu Formule 1.

## Kvalifikace
| Poř.   | No. | Jezdec          | Konstruktér     | Čas    | Ztráta  |
| ------ | --- | --------------- | --------------- | ------ | ------- |
| 1      | 3   | Jim Clark       | Lotus–Ford      | 8:04.1 | —       |
| 2      | 2   | Denny Hulme     | Brabham–Repco   | 8:13.5 | +9.4    |
| 3      | 11  | Jackie Stewart  | BRM             | 8:15.2 | +11.1   |
| 4      | 9   | Dan Gurney      | Eagle–Weslake   | 8:17.7 | +13.6   |
| 5      | 10  | Bruce McLaren   | Eagle–Weslake   | 8:17.7 | +13.6   |
| 6      | 7   | John Surtees    | Honda           | 8:18.2 | +14.1   |
| 7      | 1   | Jack Brabham    | Brabham–Repco   | 8:18.9 | +14.8   |
| 8      | 8   | Chris Amon      | Ferrari         | 8:20.4 | +16.3   |
| 9      | 5   | Jochen Rindt    | Cooper–Maserati | 8:20.9 | +16.8   |
| 10     | 6   | Pedro Rodríguez | Cooper–Maserati | 8:22.2 | +18.1   |
| 11     | 12  | Mike Spence     | BRM             | 8:26.5 | +22.4   |
| 12     | 14  | Jo Siffert      | Cooper–Maserati | 8:31.4 | +27.3   |
| 13     | 4   | Graham Hill     | Lotus–Ford      | 8:31.7 | +27.6   |
| 14     | 17  | Hubert Hahne    | Lola–BMW        | 8:32.8 | +28.7   |
| 15     | 18  | Chris Irwin     | BRM             | 8:41.6 | +37.5   |
| 16     | 16  | Jo Bonnier      | Cooper–Maserati | 8:47.8 | +43.7   |
| 17     | 15  | Guy Ligier      | Brabham–Repco   | 9:14.4 | +1:10.3 |
| Zdroj: |     |                 |                 |        |         |

## Závod
- Růžově jsou označeny týmy, které byly součástí šampionátů Formule 2.

| Poř.   | No. | Jezdec           | Konstruktér     | Počet kol | Čas/Odstoupení    | Pořadí na startu | Body |
| ------ | --- | ---------------- | --------------- | --------- | ----------------- | ---------------- | ---- |
| 1      | 2   | Denny Hulme      | Brabham-Repco   | 15        | 2:05:55.7         | 2                | 9    |
| 2      | 1   | Jack Brabham     | Brabham-Repco   | 15        | + 38.5            | 7                | 6    |
| 3      | 8   | Chris Amon       | Ferrari         | 15        | + 39.0            | 8                | 4    |
| 4      | 7   | John Surtees     | Honda           | 15        | + 2:25.7          | 6                | 3    |
| 5      | 24  | Jackie Oliver    | Lotus-Ford      | 15        | + 5:30.7          | 19               |      |
| 6      | 16  | Jo Bonnier       | Cooper-Maserati | 15        | + 8:42.1          | 16               | 2    |
| 7      | 22  | Alan Rees        | Brabham-Ford    | 15        | + 8:47.9          | 20               |      |
| 8      | 15  | Guy Ligier       | Brabham-Repco   | 14        | + 1 kolo          | 17               | 1    |
| 9      | 18  | Chris Irwin      | BRM             | 13        | + 2 kola          | 15               |      |
| 10     | 27  | David Hobbs      | Lola-BMW        | 13        | + 2 kola          | 22               |      |
| 11     | 6   | Pedro Rodríguez  | Cooper-Maserati | 13        | + 2 kola          | 10               |      |
| Ret    | 9   | Dan Gurney       | Eagle-Weslake   | 12        | Hřídel            | 4                |      |
| Ret    | 29  | Jacky Ickx       | Matra-Ford      | 12        | Zavěšení          | 18               |      |
| NC     | 25  | Brian Hart       | Protos-Ford     | 12        | +3 kola           | 25               |      |
| Ret    | 14  | Jo Siffert       | Cooper-Maserati | 12        | Palivové čerpadlo | 12               |      |
| Ret    | 4   | Graham Hill      | Lotus-Ford      | 8         | Zavěšení          | 13               |      |
| Ret    | 17  | Hubert Hahne     | Lola-BMW        | 6         | Zavěšení          | 14               |      |
| Ret    | 11  | Jackie Stewart   | BRM             | 5         | Diferenciál       | 3                |      |
| Ret    | 3   | Jim Clark        | Lotus-Ford      | 4         | Zavěšení          | 1                |      |
| Ret    | 5   | Jochen Rindt     | Cooper-Maserati | 4         | Chladič           | 9                |      |
| Ret    | 26  | Kurt Ahrens, Jr. | Protos-Ford     | 4         | Chladič           | 23               |      |
| Ret    | 10  | Bruce McLaren    | Eagle-Weslake   | 3         | Únik oleje        | 5                |      |
| Ret    | 12  | Mike Spence      | BRM             | 3         | Diferenciál       | 11               |      |
| Ret    | 23  | Jo Schlesser     | Matra-Ford      | 2         | Motor             | 21               |      |
| Ret    | 20  | Gerhard Mitter   | Brabham-Ford    | 0         | Motor             | 24               |      |
| DNS    | 28  | Brian Redman     | Lola-Ford       |           |                   |                  |      |
| Zdroj: |     |                  |                 |           |                   |                  |      |

## Průběžné pořadí po závodě
Pohár jezdců
|        | Pořadí | Jezdec          | Body |
| ------ | ------ | --------------- | ---- |
|        | 1      | Denny Hulme     | 37   |
| 1      | 2      | Jack Brabham    | 25   |
| 1      | 3      | Jim Clark       | 19   |
|        | 4      | Chris Amon      | 19   |
|        | 5      | Pedro Rodríguez | 14   |
| Zdroj: |        |                 |      |

Pohár konstruktérů
|        | Pořadí | Konstruktér     | Body |
| ------ | ------ | --------------- | ---- |
|        | 1      | Brabham-Repco   | 42   |
| 1      | 2      | Cooper-Maserati | 21   |
| 1      | 3      | Lotus-Ford      | 19   |
|        | 4      | Ferrari         | 19   |
|        | 5      | BRM             | 11   |
| Zdroj: |        |                 |      |